# Thomas M. Cooley

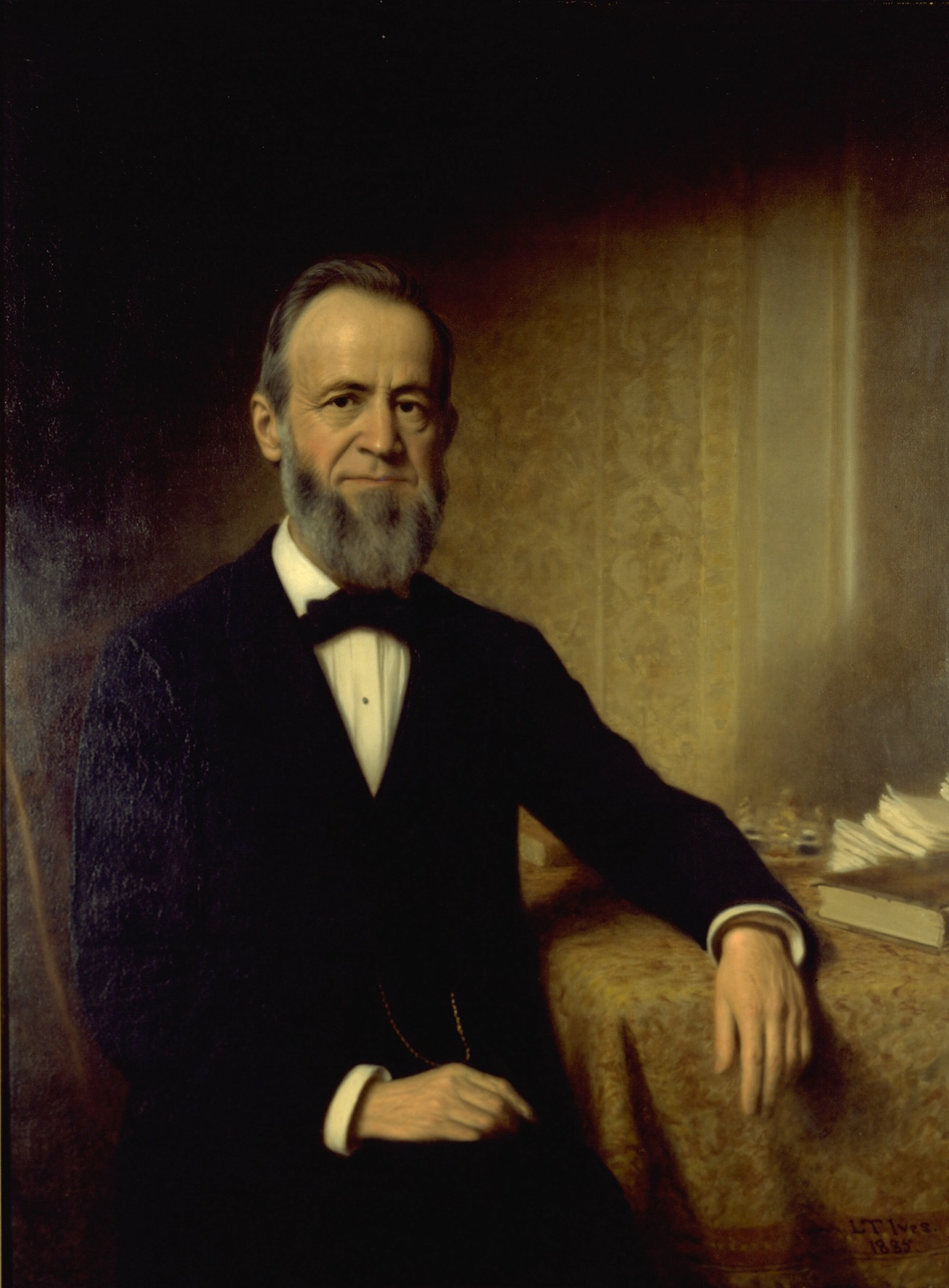
Thomas McIntyre Cooley, Gemälde von Lewis T. Ives, ca. 1885

Thomas McIntyre Cooley (* 6. Januar 1824 in Attica, New York; † 12. September 1898 in Ann Arbor, Michigan) war ein US-amerikanischer Jurist. Er war Autor einflussreicher juristischer Schriften, Richter am Michigan Supreme Court und erster Vorsitzender der Interstate Commerce Commission.

## Leben und Wirken
Cooley schloss seine juristische Ausbildung in der Kanzlei Tiffany and Beaman in Adrian, Michigan, ab. Nach seiner Zulassung als Anwalt arbeitete Cooley zunächst in der Verwaltung des Countys, gab eine Lokalzeitung (Adrian Watchtower) heraus, arbeitete als Gerichtsdiener und -schreiber und bewirtschaftete eigenes Land.
1859 nahm Cooley eine Professur für Amerikanische Geschichte und Verfassungsrecht an der neugegründeten University of Michigan an, die er bis 1884 innehatte. Ab 1858 arbeitete er für den Michigan Supreme Court, zunächst als Gerichtsschreiber, ab 1864 als Richter, zwischen 1868 und 1885 dreimal als leitender Richter (Chief Justice). Thomas Cooley wurde in eine Kommission berufen, die sich mit rechtlichen Fragen des Eisenbahnwesens befasste und wurde 1887 von Präsident Grover Cleveland in die Interstate Commerce Commission berufen. Cooley war bis zu seinem 1891 aus gesundheitlichen Gründen angekündigten und zum 12. Januar 1892 vollzogenen Rücktritt Vorsitzender dieser Behörde.
Cooleys Schrift Constitutional Limitations which rest upon the Legislative Power of the States of the American Union (1868) galt als Standardwerk und erlebte mehrere Neuauflagen. Weitere einflussreiche Schriften befassten sich mit dem Steuerrecht oder dem tort law. Er redigierte 1873–1876 die juristischen Artikel in Appletons’ Cyclopædia of American Biography, dessen spätere Auflage auch einen Artikel über ihn enthält. 1873 erhielt Cooley ein Ehrendoktorat (LL. D.) der University of Michigan, später eines der Harvard University. 1890 wurde er zum Mitglied der American Academy of Arts and Sciences gewählt. 1893 wurde er zum Präsident der American Bar Association ernannt, konnte diese Position aus gesundheitlichen Gründen jedoch nicht antreten.
Thomas M. Cooley war seit 1846 mit Mary E. Horton verheiratet. Das Paar hatte sechs Kinder, darunter Charles Horton Cooley (1864–1929, Soziologe) und Thomas Benton Cooley (1871–1945, Mediziner).